# Ablativo absoluto
El ablativo absoluto es una clase de construcción típica del latín, formada por un sustantivo en caso ablativo junto con un adjetivo o un participio atributivo en el mismo caso. La principal característica es la ausencia total de vínculos entre esta expresión y la proposición principal.  De ahí el adjetivo "absoluto" (absolutus) o sin vínculos. Ejemplos: Urbe capta, Aeneas fugit, ‘Tras haber sido tomada la ciudad, Eneas huyó’; Ovidio exule Musae planguntur, ‘las musas lloran porque Ovidio había sido exiliado’; Cicerone consule, 'Durante el consulado de Cicerón'.

## El ablativo absoluto en el español
Normalmente corresponde en castellano a una oración subordinada circunstancial, temporal o causal:
- "Muerto el perro, se acabó la rabia." (Dicho).

En este ejemplo, la construcción absoluta es "muerto el perro". 
- Datos: Q1502853